# M8 Armored Gun System
M8 Armored Gun System – amerykański prototypowy czołg lekki opracowany w latach 80. XX wieku. M8 AGS miał zastąpić czołgi M551 Sheridan w amerykańskiej 82. Dywizji Powietrznodesantowej oraz pojazdy HMMWV wyposażone w BGM-71 TOW w 2. Pułku Kawalerii. Ostatecznie projekt anulowano, a do służby w 2. Pułku Kawalerii trafiły pojazdy Stryker.
Powrócono do niego w 2018 roku w ramach programu Mobile Protected Fire.